# Пчелино (Болгария)
Пчелино (болг. Пчелино) — село в Болгарии. Находится в Добричской области, входит в общину Добричка. Население составляет 254 человека.

## Политическая ситуация
В местном кметстве Пчелино, в состав которого входит Пчелино, должность кмета (старосты) исполняет Мустафа Сали Карани (Граждане за европейское развитие Болгарии) по результатам выборов правления кметства.
Кметом (мэром) по результатам выборов в правление общины Добричка является Петко Йорданов Петков (Болгарская социалистическая партия).